# Sébastien Rouget
Sébastien Rouget (* 16. April 1969) ist ein belgischer Geschwindigkeitsskifahrer.

## Werdegang
Am 17. April 2008 gab Rouget sein Debüt im Speedski-Weltcup. Bei seinen ersten Speedski-Weltmeisterschaften 2009 in Vars belegte er den 45. Platz in der Speed-1-Klasse. In der Saison 2008/09 wurde er in der Weltcupgesamtwertung
den 49. Platz und eine Saison später den 57. Platz. Bei den Speed Master 2010 in Verbier holte er sich den 16. Platz.